# Hydromulching

L'hydromulching est une technique permettant de réensemencer des sols pauvres à moindre cout et sans recourir aux pesticides.
Elle consiste en la pulvérisation d'eau, de fertilisants, de semences et d'un substrat à base de fibres végétales facilitant la germination, même sur sol dégradé.